# Landkreis Karlsruhe
Landkreis Karlsruhe er en Landkreis i den tyske delstat Baden-Württemberg. Den hører til Region Mittlerer Oberrhein i Regierungsbezirk Karlsruhe; Den er også en del af det fransk-tyske kommunale grænsesamarbejde Regio Pamina.

## Geografi
Landkreis Karlsruhe grænser mod nord til Rhein-Neckar-Kreis, mod øst til Landkreis Heilbronn, mod sydøst til Enzkreis og mod syd til Landkreis Calw og Landkreis Rastatt. Mod vest danner floden Rhinen, på nær et kort stykke en naturlig grænse til delstaten Rheinland-Pfalz. Der grænser den til landkreisene Rhein-Pfalz-Kreis og Germersheim, og den kreisfri by Speyer. Byområdet Karlsruhe skubber sig som en kile ind i landkreisens område og deler den i en større nordlig del omkring byerne Bruchsal og Bretten og en mindre sydlig del omkring byen Ettlingen, der kun er forbundet via en 35 Meter lang grænse mellem kommunerne Pfinztal Karlsbad.
Dele af Landkreis Karlsruhe ligger i landskabet Oberrheinischen Tiefebene, ved Kraichgau og ved udløbere af Nordschwarzwald. Størstedelen af landkreisen ligger i Naturpark Schwarzwald Mitte/Nord.

## Byer og kommuner
Kreisen havde 444232 indbyggere pr. 2018-12-31

| Byer 1. Bretten, by (29412) 2. Bruchsal, by (44644) 3. Ettlingen, by (39339) 4. Kraichtal (14627) 5. Östringen (13015) 6. Oberderdingen, by (1.1.2024) (10948) 7. Philippsburg (13615) 8. Rheinstetten, by (20340) 9. Stutensee, by (24541) 10. Waghäusel, by (20935) Kommuner 1. Bad Schönborn (13064) 2. Dettenheim (6556) 3. Eggenstein-Leopoldshafen (16625) 4. Forst (8048) 5. Gondelsheim (3945) 6. Graben-Neudorf (12184) 7. Hambrücken (5527) 8. Karlsbad (15771) 9. Karlsdorf-Neuthard (10705) 10. Kronau (5835) 11. Kürnbach (2335) 12. Linkenheim-Hochstetten (11796) 13. Malsch (14482) 14. Marxzell (4979) 15. Oberhausen-Rheinhausen (9593) 16. Pfinztal (18407) 17. Sulzfeld (4806) 18. Ubstadt-Weiher (13033) 19. Waldbronn (13151) 20. Walzbachtal (9739) 21. Weingarten (Baden) (10482) 22. Zaisenhausen (1753) |

## Eksterne kilder og henvisninger
1. ↑   Statistisches Landesamt Baden-Württemberg – Bevölkerung nach Nationalität und Geschlecht am 31. Dezember 2018 (CSV-Datei)

- Wikimedia Commons har flere filer relateret til Landkreis Karlsruhe
- Offizielle Internetseite des Landkreises
- Stadtwiki Karlsruhe

49°05′N 8°35′Ø / 49.08°N 8.58°Ø